# Тарлао, Альдо
Альдо Тарлао (итал. Aldo Tarlao; 26 марта 1926, Градо, Фриули-Венеция-Джулия — 12 марта 2018, Триест) — итальянский гребец, выступавший за сборную Италии по академической гребле в конце 1940-х — начале 1950-х годов. Серебряный призёр летних Олимпийских игр в Лондоне, трёхкратный чемпион Европы, двукратный чемпион Средиземноморских игр, победитель и призёр многих регат международного значения.

## Биография
Альдо Тарлао родился 26 марта 1926 года в городе Градо региона Фриули — Венеция-Джулия, Италия. Впоследствии переехал на постоянное жительство в Триест, где работал в железнодорожной компании Ferrovie dello Stato Italiane и одновременно с этим занимался академической греблей в одном из местных клубов.
Первого серьёзного успеха на взрослом международном уровне добился в сезоне 1947 года, когда вошёл в основной состав итальянской национальной сборной и побывал на чемпионате Европы в Люцерне, откуда привёз награду серебряного достоинства, выигранную в зачёте распашных рулевых двоек — на финише его опередила только команда из Венгрии.
Благодаря череде удачных выступлений удостоился права защищать честь страны на летних Олимпийских играх 1948 года в Лондоне — здесь совместно с напарником Джованни Стеффе и рулевым Альберто Ради так же занял в двойках второе место, уступив на сей раз датскому экипажу, и тем самым завоевал серебряную олимпийскую медаль.
После лондонской Олимпиады Тарлао остался в составе гребной команды Италии и продолжил принимать участие в крупнейших международных регатах. Так, в 1949, 1950 и 1951 годах он трижды подряд выигрывал соревнования распашных рулевых двоек, проводившиеся на чемпионатах Европы в Амстердаме, Милане и Маконе соответственно. Кроме того, в 1951 году в той же дисциплине одержал победу на Средиземноморских играх в Александрии.
Находясь в числе лидеров итальянской национальной сборной, Альдо Тарлао благополучно прошёл отбор на Олимпийские игры 1952 года в Хельсинки, однако здесь попасть в число призёров не смог — вместе с Джузеппе Романи и рулевым Лучано Марионом финишировал в программе двоек четвёртым.
В 1955 году добавил в послужной список золотую награду, полученную в распашных рулевых двойках на Средиземноморских играх в Барселоне.
Завершив спортивную карьеру, занимался тренерской и административной деятельностью в клубе GS Fausto Coppi.
Умер 12 марта 2018 года в Триесте в возрасте 91 года.